# Vallée de l'Emin
La Vallée de l'Emin (chinois : 额敏谷地 ; pinyin : émǐn gǔdì) ou vallée de l'Emil est une vallée située autour de la rivière Emin (ou Emil), au Nord-Ouest de la Chine (Xian d'Emin, Nord de la région autonome du Xinjiang) et à l'Est du Kazakhstan.